# Unter den Linden (1896)
Unter den Linden ist ein Dokumentarfilm von Max Skladanowsky aus dem Jahr 1896.

## Handlung
Die Kamera steht auf dem Boulevard Unter den Linden in Berlin, jedoch ist ein genauer Standort nicht festzulegen. Es ist jedenfalls eine Kreuzung, auf der sich mehrere Pferdekutschen und Fußgänger ihren Weg bahnen.

## Produktion und Veröffentlichung
Eine 35-mm-Kopie befindet sich unter dem Archivtitel Skladanowski Filme von 1896 in der Deutschen Kinemathek.